# Antun Milović
Antun Milović (ur. 22 grudnia 1934 we Vrpolju, zm. 11 grudnia 2008 w Slavonskim Brodzie) – chorwacki i jugosłowiański polityk komunistyczny i przedsiębiorca.

## Życiorys
W 1964 roku ukończył studia na Wydziale Mechanicznym i Okrętownictwa Uniwersytetu w Zagrzebiu. Od 1974 roku był dyrektorem przedsiębiorstwa Đuro Đaković.
W latach 1984–1986 był prezesem Chorwackiej Izby Handlowej (chorw. Privredna komora Hrvatske). W latach 1986–1990 stał na czele Socjalistycznej Republiki Chorwacji jako przewodniczący rady wykonawczej jej Zgromadzenia.
W latach 1991–1999 był prezesem zarządu holdingu Đuro Đaković.